# Schier (Familienname)
Schier ist ein deutscher Familienname.

## Namensträger
- Albert Theodor Schier (1809–nach 1858), deutscher Richter und Politiker
- Alfred Schier (* 1955), deutscher Journalist
- Bruno Schier (1902–1984), deutscher Volkstumsforscher
- Carl Schier (1854–1918), deutscher Jurist und Politiker, MdR
- Christian Samuel Schier (1791–1824), deutscher Dichter und Gelehrter
- Christopher Schier (* 1971), österreichischer Filmregisseur
- Felix Schier (* 1949), deutscher Arzt
- Franz Schier (1909–1954), österreichischer Wirt, Sänger und Schauspieler
- Friederike Schier (* 1997), deutsche Politikerin (Volt)
- Heiko Schier (* 1954), deutscher Regisseur und Drehbuchautor
- Heinrich Schier (1895–1986), deutscher Filmproduzent und Filmkaufmann
- Herbert Schier (Politiker) (1897–1960), deutscher Politiker (GB/BHE), MdL Bayern
- Herbert Schier (Komponist) (1933–2020), deutscher Komponist
- Horst Schier (1938–1998), deutscher Kameramann, Filmproduzent, Drehbuchautor und Regisseur
- József Schier (1912–1996), ungarischer Sprinter, siehe József Sir
- Karl Heinrich Schier (1802–1869), deutscher Arabist
- Klaus Schier (* 1952), deutscher Politiker (SPD), MdL Mecklenburg-Vorpommern
- Kurt Schier (1929–2023), deutscher Mediävist
- Paul Schier (1889–1957), deutscher Maler und Grafiker
- Petra Schier (* 1978), deutsche Schriftstellerin
- Roswitha Schier (* 1962), deutsche Politikerin (CDU), MdL Brandenburg
- Siegward Schier (* 1974), österreichischer Militär
- Skadi Schier (* 2000), deutsche Leichtathletin
- Wolfgang Schier (1918–2005), deutscher Jurist
- Wolfram Schier (* 1957), deutscher Archäologe